# Bibus (logiciel)
Pour les articles homonymes, voir Bibus.
Bibus est un logiciel de gestion bibliographique, destiné à la gestion des références de livres et travaux de recherche.

## Description
Bibus est un logiciel de gestion bibliographique compatible avec les logiciels Writer d'OpenOffice.org, Word de Microsoft Office et LyX, au sein desquels il permet d'importer des références et de faciliter la constitution d'un index bibliographique. Il s'agit d'un logiciel libre basé sur Python et wxWidgets, le rendant ainsi multiplate-forme, bien que les fonctionnalités sur Mac OS X sont limitées à présent.
Ce logiciel possède de nombreux avantages en plus d'être multiplate-forme, incluant des fonctionnalités permettant des recherches et des importations de références à partir de MEDLINE via PubMed ainsi qu'une aisance quant à l'utilisation de bases de données propre à chaque utilisateur facilitant l'échange de version entre auteurs d'un même document.
Bibus fonctionne sur les systèmes d'exploitation MS Windows 32-bit (95/98/NT/2000/XP), sur ceux aux normes POSIX (Linux/BSD/UNIX-like OSes) et d'une façon plus limitée sur Mac OS X.